# Omar Apollo
Omar Apolonio Velasco (sinh ngày 20 tháng 5 năm 1997), được biết đến với tên là Omar Apollo, là một ca sĩ và nhạc sĩ người Mỹ. Sau khi ký hợp đồng thu âm với Warner Records, album đầu tay của anh, Ivory, được phát hành vào năm 2022 với những đánh giá tích cực và mang về cho anh một đề cử Giải Grammy cho Nghệ sĩ mới xuất sắc nhất tại Lễ trao giải Grammy thường niên lần thứ 65. Apollo hát cả tiếng Anh lẫn tiếng Tây Ban Nha.

## Đầu đời
Sinh ra với cha mẹ là người México nhập cư vào Hoa Kỳ từ Guadalajara, Omar Apollo lớn lên ở Hobart, Indiana với ba anh chị em ruột. Cha mẹ của Apollo đều phải làm nhiều công việc để nuôi sống gia đình.
Anh là vũ công ba lê folklórico khi còn nhỏ và anh cũng là một phần của ca đoàn nhà thờ Công giáo. Cha mẹ của Apollo đã mua một cây đàn guitar cho anh theo yêu cầu khi mới 12 tuổi; tuy nhiên, đó là một cây guitar điện không có bộ khuếch đại. Apollo đã đổi cây đàn guitar tại một cửa hàng cầm đồ để lấy một cây guitar acoustic. Năm 17 tuổi, anh làm việc tại McDonald's để tiết kiệm đủ tiền mua một laptop và sau đó là một chiếc micro mà anh dùng để học cách hát và chơi bằng cách xem và bắt chước các cover video trên YouTube.
Apollo cũng được chú dạy và tập chơi ở nhà thờ. Anh thành lập một ban nhạc tồn tại trong thời gian ngắn với một người bạn ở nhà thờ.

## Đời tư
Cha mẹ của Apollo khuyến khích anh theo học đại học; tuy nhiên Apollo đã bỏ học sau hai tuần để theo đuổi sự nghiệp âm nhạc. Anh có quốc tịch México.
Apollo là người đồng tính công khai và phủ nhận những cáo buộc queerbaiting, nói rằng, "Đó không phải là sự lựa chọn, đó chỉ là con người của tôi. [...] Tôi hoàn toàn nhận thức được đặc ân mà chúng tôi có bây giờ là được là chính mình và vẫn có sự nghiệp [...] trước đây mọi người nghĩ rằng tôi queerbaiting. Tôi không quá cởi mở về tính dục của mình, nhưng mọi người đã biết mọi thứ. [...] Nó liên quan nhiều đến việc tôi lớn lên ở Indiana, nơi rất bảo thủ. Tôi đã ngừng đưa đại từ vào âm nhạc của mình trong vài năm rồi tôi mới nhận ra rằng, tôi không thể để ý kiến của người khác ảnh hưởng và sai khiến cuộc sống của mình." Trong một cuộc phỏng vấn vào năm 2022, Apollo đã thảo luận về việc dán nhãn tính dục của mình, nói rằng "Tôi cảm thấy như lúc đầu, [...] tôi đã cố gắng giữ bí mật.  Nhưng tôi thậm chí không quan tâm nữa [...] bây giờ tôi là, tôi rất đồng tính."

## Đĩa hát

### Album phòng thu
| Bài         | Chi tiết | Vị trí xếp hạng cao nhất | Vị trí xếp hạng cao nhất |
| Bài         | Chi tiết | US                       | US Heat                  |
| ----------- | --- | ------------------------ | ------------------------ |
| Ivory       | - Phát hành: 8 tháng 4 năm 2022 - Hãng: Warner - Định dạng: CD, tải xuống kỹ thuật số, phát trực tuyến, LP            | 74                       | 1                        |
| God Said No | - Phát hành: 28 tháng 6 năm 2024 - Hãng: Warner - Định dạng: CD, tải xuống kỹ thuật số, phát trực tuyến, LP, cassette | Đang phát hành           | Đang phát hành           |

### Băng từ
| Bài      | Chi tiết                                                                                                 | Vị trí xếp hạng cao nhất |
| Bài      | Chi tiết                                                                                                 | US Heat                  |
| -------- | --- | ------------------------ |
| Apolonio | - Phát hành: 16 tháng 10 năm 2020 - Hãng: Warner - Định dạng: Tải xuống kỹ thuật số, LP, phát trực tuyến | 12                       |

### Đĩa mở rộng
| Bài                                                                     | Chi tiết | Vị trí xếp hạng cao nhất |
| Bài                                                                     | Chi tiết | US Heat                  |
| ----------------------------------------------------------------------- | --- | ------------------------ |
| Stereo                                                                  | - Phát hành: 30 tháng 5 năm 2018 - Hãng: Tự phát hành - Định dạng: Tải xuống kỹ thuật số, EP, phát trực tuyến | —                        |
| Friends                                                                 | - Phát hành: 10 tháng 4 năm 2019 - Hãng: AWAL - Định dạng: Tải xuống kỹ thuật số, EP, phát trực tuyến         | 19                       |
| Live at NPR's Tiny Desk                                                 | - Phát hành: 28 tháng 10 năm 2022 - Hãng: Warner - Định dạng: Tải xuống kỹ thuật số, phát trực tuyến          | —                        |
| Live for Me                                                             | - Phát hành: 6 tháng 10 năm 2023 - Hãng: Warner - Định dạng: Tải xuống kỹ thuật số, phát trực tuyến           | —                        |
| "—" biểu thị một bản ghi không có biểu đồ trên bảng xếp hạng tương ứng. | |                          |

### Phát hành lại
| Bài            | Chi tiết                                                                                            |
| -------------- | --------------------------------------------------------------------------------------------------- |
| Ivory (Marfil) | - Phát hành: 12 tháng 8 năm 2022 - Hãng: Warner - Định dạng: Tải xuống kỹ thuật số, phát trực tuyến |

### Đĩa đơn

#### Hát chính
| Bài                                                                     | Năm  | Vị trí xếp hạng cao nhất | Vị trí xếp hạng cao nhất | Vị trí xếp hạng cao nhất | Vị trí xếp hạng cao nhất | Vị trí xếp hạng cao nhất | Vị trí xếp hạng cao nhất | Vị trí xếp hạng cao nhất | Chứng nhận                      | Album                         |
| Bài                                                                     | Năm  | US                       | AUS                      | CAN                      | IRE                      | NZ                       | UK                       | WW                       | Chứng nhận                      | Album                         |
| ----------------------------------------------------------------------- | ---- | ------------------------ | ------------------------ | ------------------------ | ------------------------ | ------------------------ | ------------------------ | ------------------------ | ------------------------------- | ----------------------------- |
| "Pram"                                                                  | 2017 | —                        | —                        | —                        | —                        | —                        | —                        | —                        |                                 | Đĩa đơn không nằm trong album |
| "Ugotme"                                                                | 2017 | —                        | —                        | —                        | —                        | —                        | —                        | —                        |                                 | Stereo                        |
| "Brakelights"                                                           | 2017 | —                        | —                        | —                        | —                        | —                        | —                        | —                        |                                 | Đĩa đơn không nằm trong album |
| "Algo" (hợp tác với Drayco McCoy)                                       | 2017 | —                        | —                        | —                        | —                        | —                        | —                        | —                        |                                 | Đĩa đơn không nằm trong album |
| "Unbothered"                                                            | 2018 | —                        | —                        | —                        | —                        | —                        | —                        | —                        |                                 | Đĩa đơn không nằm trong album |
| "Heart"                                                                 | 2018 | —                        | —                        | —                        | —                        | —                        | —                        | —                        |                                 | Đĩa đơn không nằm trong album |
| "Erase"                                                                 | 2018 | —                        | —                        | —                        | —                        | —                        | —                        | —                        |                                 | Stereo                        |
| "Ignorin"                                                               | 2018 | —                        | —                        | —                        | —                        | —                        | —                        | —                        |                                 | Stereo                        |
| "Today" (hợp tác với Teo Halm)                                          | 2018 | —                        | —                        | —                        | —                        | —                        | —                        | —                        |                                 | Skate Kitchen (OST)           |
| "Trouble"                                                               | 2019 | —                        | —                        | —                        | —                        | —                        | —                        | —                        |                                 | Friends                       |
| "Ashamed"                                                               | 2019 | —                        | —                        | —                        | —                        | —                        | —                        | —                        |                                 | Friends                       |
| "Friends"                                                               | 2019 | —                        | —                        | —                        | —                        | —                        | —                        | —                        |                                 | Friends                       |
| "So Good"                                                               | 2019 | —                        | —                        | —                        | —                        | —                        | —                        | —                        |                                 | Friends                       |
| "Frío"                                                                  | 2019 | —                        | —                        | —                        | —                        | —                        | —                        | —                        |                                 | Đĩa đơn không nằm trong album |
| "Hit Me Up" (cùng với Dominic Fike và Kenny Beats)                      | 2019 | —                        | —                        | —                        | —                        | —                        | —                        | —                        |                                 | Đĩa đơn không nằm trong album |
| "Imagine U"                                                             | 2020 | —                        | —                        | —                        | —                        | —                        | —                        | —                        |                                 | Đĩa đơn không nằm trong album |
| "Stayback"                                                              | 2020 | —                        | —                        | —                        | —                        | —                        | —                        | —                        |                                 | Apolonio                      |
| "Kamikaze"                                                              | 2020 | —                        | —                        | —                        | —                        | —                        | —                        | —                        |                                 | Apolonio                      |
| "Dos Uno Nueve (219)"                                                   | 2020 | —                        | —                        | —                        | —                        | —                        | —                        | —                        |                                 | Apolonio                      |
| "Want U Around" (hợp tác với Ruel)                                      | 2020 | —                        | —                        | —                        | —                        | —                        | —                        | —                        |                                 | Apolonio                      |
| "Go Away"                                                               | 2021 | —                        | —                        | —                        | —                        | —                        | —                        | —                        |                                 | Ivory                         |
| "Bad Life" (hợp tác với Kali Uchis)                                     | 2021 | —                        | —                        | —                        | —                        | —                        | —                        | —                        |                                 | Ivory                         |
| "Invincible" (hợp tác với Daniel Caesar)                                | 2022 | —                        | —                        | —                        | —                        | —                        | —                        | —                        |                                 | Ivory                         |
| "Killing Me"                                                            | 2022 | —                        | —                        | —                        | —                        | —                        | —                        | —                        |                                 | Ivory                         |
| "Tamagotchi"                                                            | 2022 | —                        | —                        | —                        | —                        | —                        | —                        | —                        |                                 | Ivory                         |
| "Archetype"                                                             | 2022 | —                        | —                        | —                        | —                        | —                        | —                        | —                        |                                 | Ivory (Marfil)                |
| "Highlight"                                                             | 2022 | —                        | —                        | —                        | —                        | —                        | —                        | —                        |                                 | Ivory (Marfil)                |
| "Evergreen (You Didn't Deserve Me at All)"                              | 2022 | 51                       | 33                       | 43                       | 25                       | 12                       | 31                       | 59                       | - RIAA: Bạch kim - MC: Bạch kim | Ivory                         |
| "3 Boys"                                                                | 2023 | —                        | —                        | —                        | —                        | —                        | —                        | —                        |                                 | Đĩa đơn không nằm trong album |
| "Ice Slippin"                                                           | 2023 | —                        | —                        | —                        | —                        | —                        | —                        | —                        |                                 | Live for Me                   |
| "Live for Me"                                                           | 2023 | —                        | —                        | —                        | —                        | —                        | —                        | —                        |                                 | Live for Me                   |
| "Spite"                                                                 | 2024 | —                        | —                        | —                        | —                        | —                        | —                        | —                        |                                 | God Said No                   |
| "Dispose of Me"                                                         | 2024 | —                        | —                        | —                        | —                        | —                        | —                        | —                        |                                 | God Said No                   |
| "—" biểu thị một bản ghi không có biểu đồ trên bảng xếp hạng tương ứng. |      |                          |                          |                          |                          |                          |                          |                          |                                 |                               |

#### Hợp tác
| Bài                                                               | Năm  | Album                         |
| ----------------------------------------------------------------- | ---- | ----------------------------- |
| "12:34 AM" (Billy Lamos hợp tác với Omar Apollo và Maxwell Young) | 2017 | Bản thân                      |
| "Day by Day" (Burns Twins hợp tác với Sam Hudgens và Omar Apollo) | 2017 | Đĩa đơn không nằm trong album |

### Các bài hát xếp hạng khác
| Bài                                                                     | Năm  | Vị trí xếp hạng cao nhất | Vị trí xếp hạng cao nhất | Album        |
| Bài                                                                     | Năm  | US Rock                  | SPA                      | Album        |
| ----------------------------------------------------------------------- | ---- | ------------------------ | ------------------------ | ------------ |
| "High Hopes" (Joji hợp tác với Omar Apollo)                             | 2020 | 31                       | —                        | Nectar       |
| "Te Olvidaste" (C. Tangana cùng với Omar Apollo)                        | 2021 | —                        | 17                       | El Madrileño |
| "—" biểu thị một bản ghi không có biểu đồ trên bảng xếp hạng tương ứng. |      |                          |                          |              |

### Khách mời xuất hiện
| Bài                 | Năm  | Nghệ sĩ khác                                       | Album                  |
| ------------------- | ---- | -------------------------------------------------- | ---------------------- |
| "Feel Good"         | 2017 | Kopano                                             | Just in Time for Love  |
| "Ipanema"           | 2019 | Still Woozy, Elujay                                | Lately                 |
| "Late Night Lovin'" | 2019 | Deaton Chris Anthony, Jean Dawson, Korbin In Orbit | BO Y                   |
| "Care"              | 2021 | Benny Blanco                                       | Friends Keep Secrets 2 |
| "Still"             | 2022 | Kenny Beats                                        | Louie                  |
| "Worth the Wait"    | 2023 | Kali Uchis                                         | Red Moon in Venus      |
| "Buyer's Remorse"   | 2023 | Daniel Caesar                                      | Never Enough           |

### Video âm nhạc
| Bài                                        | Năm  | Đạo diễn                        |
| ------------------------------------------ | ---- | ------------------------------- |
| "W/U" / "JRUGZ"                            | 2017 | Lonewolf, Vin                   |
| "Pram" / "Brakelights"                     | 2017 | Darien Eldridge, Vin, Lonewolf  |
| "Unbothered"                               | 2018 | Kevin Lombardo                  |
| "Ugotme"                                   | 2018 | Mikey Alfred                    |
| "Ignorin"                                  | 2018 | Lonewolf                        |
| "Erase"                                    | 2018 | Kevin Lombardo                  |
| "Trouble"                                  | 2019 | Aidan Cullen                    |
| "Ashamed"                                  | 2019 | Jimmy Regular                   |
| "So Good"                                  | 2019 | Kevin Lombardo                  |
| "Kickback"                                 | 2019 | Matthew Dillon Cohen            |
| "Stayback"                                 | 2020 | Aidan Cullen                    |
| "Kamikaze"                                 | 2020 | Aidan Cullen                    |
| "Go Away"                                  | 2021 | Jenna Marsh                     |
| "Bad Life" (hợp tác với Kali Uchis)        | 2021 | Alfred Marroquin và Omar Apollo |
| "Invincible" (hợp tác với Daniel Caesar)   | 2022 | Stillz                          |
| "Tamagotchi"                               | 2022 | Jake Nava                       |
| "Evergreen (You Didn't Deserve Me At All)" | 2022 | rubberband                      |
| "Ice Slippin"                              | 2023 | rubberband                      |
| "Live For Me"                              | 2023 | David Heofs (Bandiz)            |
| "Spite"                                    | 2024 | David Heofs (Bandiz)            |

### Sáng tác bài hát
| Bài        | Năm  | Nghệ sĩ     | Album     |
| ---------- | ---- | ----------- | --------- |
| "Amanecer" | 2024 | Danna Paola | Childstar |